# Bódhipathapradípa
A Bódhipathapradípa (tibeti: བྱང་ཆུབ་ལམ་གྱི་སྒྲོན་མ།, wylie: Byang-chub lam-gyi sgron-ma, magyarul: A megvilágosodás ösvényének lámpása) szanszkrit nyelven írott buddhista szöveg, melynek szerzője Atísa buddhista tudós és tanító. Ez a mű több buddhista iskola eszmerendszerének és filozófiájának összeboronálása, amely egyben bevezeti a három szintű spirituális törekvést: a csekélyek, a középszerű emberek és a nagy emberek ösvénye. Ez vált a lamrim (az ösvény szakaszai) hagyomány alapjává. Az csekélyek minden tekintetben a világi örömöket szem előtt tartva cselekszenek; a középszerű emberek közömbösek az örömökkel szemben és ellenszegülnek a bűnös cselekedeteknek; de a kiváló emberek nemcsak az egyéni megszabadulás eszményét követik, hanem minden észlelő lény megsegítését keresik.

## Szanszkrit szöveg
A diakritikus jelekkel ellátott szanszkrit nyelvű szöveg elérhető az interneten.